# Багаран
Багара́н (арм. Բագարան «обиталище богов») — исторический город в области Айрарат Великой Армении, одна из столиц Армении. Располагался на правом берегу реки Ахурян, к северу впадения в Аракс, в современном посёлке Килитташи.

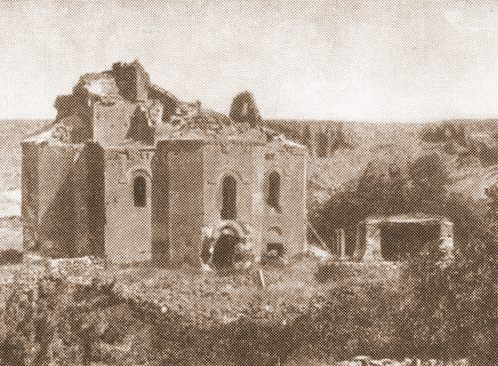
Церковь св. Теодора (624—631 годы), фото до 1923 года

Был основан в конце III века до н. э. царём Софены Ервандом IV. В Багаран из Армавира были перенесены жертвенники языческих богов древнеармянского пантеона. Ерванд назначил своего брата Ерваза главным жрецом нового храма в Багаране, после чего последний стал крупнейшим религиозным и культурным центром Ервандидской Армении.
Во времена Арташесидов идолы из Багарана были перевезены в новую столицу — Арташат. Однако, Багаран оставался важным религиозным центром вплоть до принятия христианства в качестве государственной религии в начале IV века. С этого момента вплоть до IX века Багаран мало упоминался в источниках.
Второй свой расцвет Багаран переживает во второй половине IX века, когда он на короткое время становится столицей цартства Багратидов. После того, как столицей стал Ани, Багаран превратился в торговый узел по пути из Ани на запад. В 1048 году Багаран был разрушен турками-сельджуками, в начале XII века был завоеван Шах-Арменидами. В 1211 году был освобождён армяно-грузинскими войсками под командованием Закарянов, а в 1394 году был окончательно разрушен войсками Тамерлана. После этого Багаран потерял свою значимость, вплоть до 1915 года оставался небольшим поселением с армянским населением. В результате событий 1918—1920 годов все 350 жителей Багарана были вынуждены перебраться на территорию современной Армении и основали село Багаран.
До наших дней сохранились лишь некоторые постройки, среди них — находящаяся на южной окраине города церковь св. Теодора, построенная в 624—631 годах по приказу ишхана Буда Аравегяна и его жены Анны. Имеются также ещё две церкви — св. Геворга и св. Шушаник, на стенах этих церквей сохранились армянские надписи IX—XII веков. Кроме того, сохранились руины крепости, следы жилых домов и кладбища. В Багаране находится могила основателя династии Багратидов — Ашота I.